# Francisca Pleguezuelos Aguilar
Francisca Pleguezuelos Aguilar (Granada, 28 de junio de 1950) es una profesora y política española, licenciada en Matemáticas (1972) y diplomada en Informática de gestión (1988) por la Universidad de Granada.

## Biografía
Desde 1972 hasta 1975 fue profesora en el departamento de Álgebra y Topología de la Universidad de Granada. Desde 1977 fue profesora de educación secundaria y a partir de 1990 catedrática de las materias de su especialidad en institutos de enseñanza secundaria.
Milita en UGT desde 1976 y en el PSOE desde el año siguiente. Entre 1978 y 1980 fue secretaria de Prensa de la Comisión Ejecutiva Provincial de Granada del mismo partido, y de 1980 a 1982, secretaria del grupo «Mujer y Socialismo». Igualmente ha sido miembro de la Comisión Ejecutiva Regional del PSOE de Andalucía, coordinadora del Grupo Federal Socialista de Personas Discapacitadas (1996-1999) y presidenta del Colectivo Independiente de Mujeres de Granada.
En las elecciones generales de 1989 resultó elegida diputada por la provincia de Granada, y fue secretaria primera de la Comisión de Economía, Comercio y Hacienda del Congreso de los Diputados entre 1989 y 1993. Fue elegida senadora en elecciones generales de 1993 y de 1996. De 1996 a 2000 fue miembro de la Diputación Permanente del Senado, portavoz adjunto del Grupo Parlamentario Socialista, miembro de las comisiones de Obras Públicas y Medio Ambiente y de Economía, así como viceportavoz de la Comisión Especial de Artes Escénicas. De nuevo fue diputada elegida en las elecciones generales de 2000, actuando como portavoz adjunto de la Comisión de Ciencia y Tecnología para el periodo 2000 a 2004.
En las elecciones al Parlamento Europeo de 2004 Resultó elegida diputada y perteneció hastA 2007 a la Comisión de Desarrollo Regional y de 2007 al 2009 a la Comisión de Industria, Investigación y Energía del Parlamento Europeo.
En 2007 se posicionó en contra del canon digital.
Desde 2010 ocupó la presidencia de la Fundación Pública Andaluza «El Legado Andalusí» y la gerencia del Consorcio para la Conmemoración del Primer Milenio del Reino de Granada hasta diciembre de 2012, cuando fue nombrada delegada de la Junta de Andalucía en Bruselas.